# Richard Adama
Richard Adams Holt, nombre artístico: Richard Adama (Long Beach, Estados Unidos, 8 de agosto de 1928), bailarín, maestro y coreógrafo de ballet estadounidense.

## Biografía
Comenzó a estudiar ballet a los 17 años en la Escuela de Ballet de Bronislava Nijinska, primero tomaba las clases con Irina Nijinska, la hija de Bronislava, pero luego con Bronislava. Estudió durante dos años con Nijinska y en abril de 1948 fue a Europa para ingresar al Original Ballet Ruso del Coronel de Basil.
La compañía se disolvió en diciembre de 1948 pero el Coronel de Basil le ofreció a Adama y a Barbara Lloyd quedarse junto a él en París para fundar una nueva compañía de ballet. Nijinska, convencida de que el Coronel, que no tenía buena salud en esos momentos, no lograría establecer una nueva compañía, viajó a París para ayudar a su alumno a encontrar otro lugar de trabajo.
En mayo de 1949, por insistencia de Nijinska y con su ayuda, Adama ingresa al Ballet del Marqués 
de Cuevas, manteniéndose en esa compañía hasta agosto de 1954. 
Los siguientes 6 meses fueron de arduo trabajo para Adama, que logró una sólida reputación como bailarín solista en Europa. 
En marzo de 1955 ingresa al Ballet de la Ópera Estatal de Viena, bailando con esa compañía hasta 1961.
Por una invitación de su amiga Yvonne Georgi, Adama ingresa como Bailarín Principal y Asistente al Director Artístico y coreógrafo de la Compañía Hannover Staatsoper Ballet en agosto de 1961. Con esta compañía remontó diversos ballets del repertorio clásico y creó piezas nuevas. Fue Director artístico de la compañía de Hannover desde 1970 hasta 1973.
Hacia finales del verano de 1973 Adama tuvo que cancelar todos los compromisos y contratos porque enfermó seriamente. Viajó a California en enero de 1974 para iniciar su tratamiento y en junio de ese mismo año se restableció completamente. Comenzó a dictar clases en Los Angeles Dance Center propiedad de Sallie Whelan hasta julio de 1975.
En mayo de 1975 Hal O'Neal lo invita a formar parte de O´Neal´s Institute of Dance Arts, donde O’Neal era Director Artístico, como Maestro principal de la sección de alumnos avanzados y pre-profesionales. Por primera vez en su carrera Adama se dedica única y exclusivamente a dictar clases. Luego de 11 años en esa posición renuncia y se retira a Viena.
Llegando a Viena pensando ya en retirarse, pospuso sus planes para asistir a su colega Karl Musil en la producción de algunas coreografías. Esta colaboración duró varios años, hasta.
En 2003 Richard Adama se retira definitivamente.